# Rob Gretton
Rob Gretton (* 15. Januar 1953 in Wythenshawe bei Manchester, England; † 15. Mai 1999 in Manchester) war ein englischer Musikpromoter und Labelbetreiber. Er war Manager der Post-Punk-Bands Joy Division und New Order. Ebenso war er an Factory Records und am Haçienda-Nachtclub in Manchester beteiligt.

## Leben
Robert Leo Gretton wurde in Wythenshawe, einem Vorort südlich von Manchester, geboren. Er besuchte das römisch-katholische St Bede’s College in Manchester. Nach seinem Abschluss arbeitete er zunächst als Versicherungsangestellter. 1975 verbrachte er gemeinsam mit seiner Partnerin Lesley Gilbert mehrere Monate in einem israelischen Kibbuz und reiste quer durch Europa. Im Sommer 1976 kehrte er nach Manchester zurück, wo er bald in die dortige Musikszene involviert war. Obwohl sich Gretton eigentlich eher für Black Music und Soul interessierte, produzierte er die erste Single der ebenfalls aus Wythenshawe stammenden Punkband Slaughter & the Dogs und veröffentlichte ein Fanzine für die Gruppe. Gretton machte sich selbständig und begann zahlreiche lokale Bands zu promoten. Nachdem er von einem Konzert der aus Manchester stammenden Band Joy Division beeindruckt war, begann er die Gruppe zu managen. Die Band spielte in Tony Wilsons neugegründetem Factory-Club, aus dem alsbald das gleichnamige Label hervorging. 1979 wurde Gretton (zusammen mit Martin Hannett) Partner von Factory Records. Neben Joy Division betreute Gretton auch die Bands Section 25 und Foreign Press, außerdem wurde er die treibende Kraft des Haçienda-Nachtclubs (Fac 51), der im Mai 1982 in Manchester öffnete. Mit der Kommerzialisierung des Labels und der Zunahme von House-Acts kam es zu Differenzen zwischen Gretton, Hannett und Wilson. 1989 gründete Gretton mit Rob’s Records sein eigenes Label, das u. a. Bands wie A Certain Ratio, Sub Sub und The Beat Club veröffentlichte. 1997 erschien mit der Sub Sub-Single This Time I’m Not Wrong (mit Bernard Sumner) die letzte Veröffentlichung von Rob’s Records.
Gretton verstarb 1999 in Manchester an einem Herzinfarkt und wurde auf dem Southern Cemetery in Manchester, Großbritannien, beigesetzt.

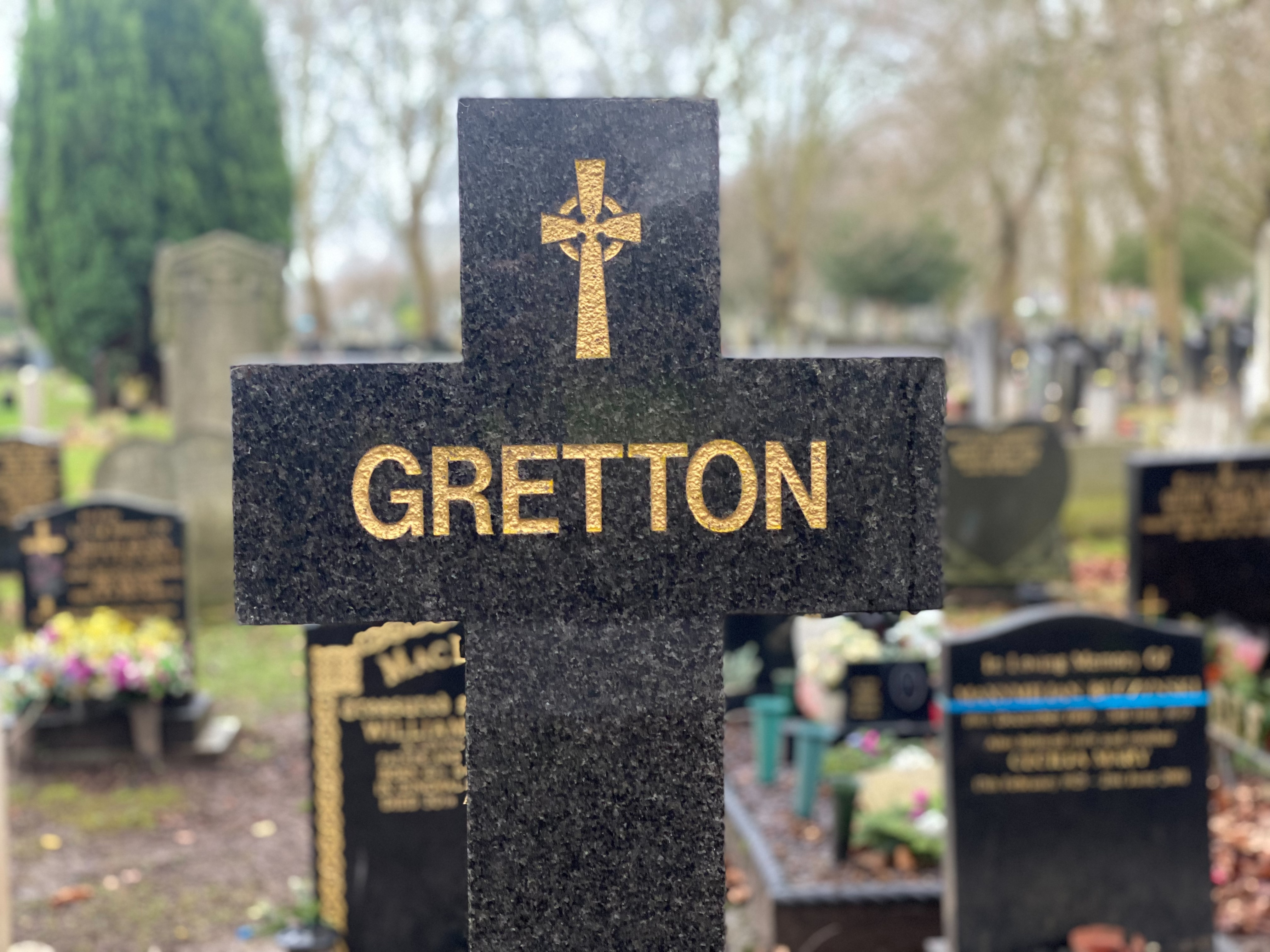
Grab von Rob Gretton auf dem Southern Cemetery in Manchester

## Film
Im Musikfilm 24 Hour Party People von Michael Winterbottom aus dem Jahr 2002 wird Rob Gretton von Paddy Considine verkörpert. In der Filmbiografie Control von Anton Corbijn aus dem Jahr 2007 wird Gretton von Toby Kebbell gespielt.
Die britische Musikdokumentation Joy Division von Grant Gee aus dem Jahr 2007 enthält Archivaufnahmen von Gretton.